# Природжені вбивці
«Природжені вбивці» (англ. Natural Born Killers, США, 1994) — фільм Олівера Стоуна про пару серійних вбивць Міккі і Меллорі Нокс, що їздили півднем Америки у середині дев'яностих, вчинили десятки найжорстокіших убивств і стали всесвітньо відомими. Фільм є сатирою на ЗМІ, які широко використовують насильство для підвищення рейтингів, а також на сучасне суспільство в цілому, де насильство і жорстокість (особливо в сім'ях) призводять до появи подібних «героїв». Фільм ймовірно заснований на подіях, що відбулися в Америці в 1950х роках за участю Чарлі Старквезера і Керіл Енн Фугейт.